# 上林ホテル仙壽閣
上林ホテル仙壽閣（かんばやしホテルせんじゅかく）は、長野県下高井郡山ノ内町の上林温泉にある高級ホテル。長野電鉄子会社の長電ホテルズが運営する。

## 概要
志賀高原の玄関口・上林温泉にある、老舗和風ホテル。本館・離れと、2つの日本庭園から成る。皇族の利用が多い高級ホテルである。
志賀高原を開発した長野電鉄創業者・神津藤平が、開発第二拠点として上林温泉に着目。元々あった旅館「仙壽閣」を買収し、遊園地・温泉プールなどを整備して開業したのが始まりである。当時から和風建築にアールヌーボー調の表現を取り入れた「和魂洋才」の宿であり、現在にもその空気が引き継がれている。

## 沿革
- 1927年（昭和2年）9月 - 長野電鉄が、塚田嘉太郎より「仙壽閣」を買収。上林遊園地工事着手
- 1928年（昭和3年）8月2日 - 上林ホテル開館（長野電鉄株式会社直営）
- 1935年（昭和10年）12月6日 - 本館新築
- 1947年（昭和22年）12月27日 - 連合軍により接収される
- 1951年（昭和26年）
  - 10月15日 - 接収解除
  - 11月17日 - 営業再開
- 1958年（昭和33年）4月11日 - 火災により本館焼失
- 1963年（昭和38年）12月27日 - 政府登録国際観光旅館に認定
- 1988年（昭和63年）4月30日 - 長野電鉄(株)の子会社として、株式会社上林ホテル仙壽閣設立
- 1989年（平成元年）4月28日 - 上林ホテル仙壽閣としてリニューアルオープン
- 2004年（平成16年）9月 - 長野電鉄(株)の子会社として、株式会社長電パークリゾート設立。ホテルの経営が同社に移管される
- 2005年（平成17年）2月 - (株)上林ホテル仙壽閣が、長野電鉄(株)に合併される
- 2017年（平成29年）7月3日 - 長野電鉄(株)の子会社として、株式会社長電ホテルズ設立。ホテルの経営が同社に移管される

## 施設
- 客室
  - 本館（16帖和室） - 27室

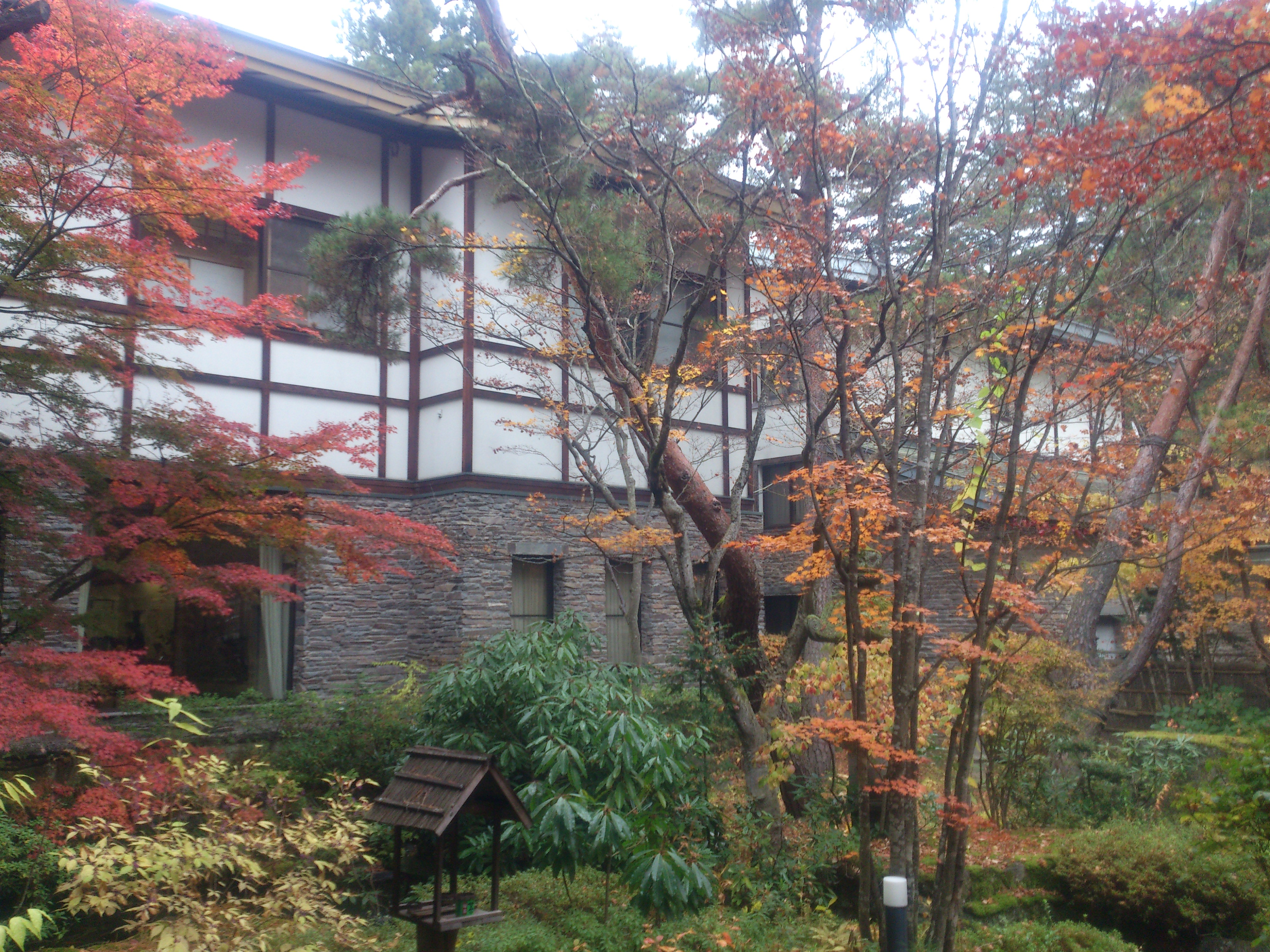
エントランスを「赤松の庭園」から

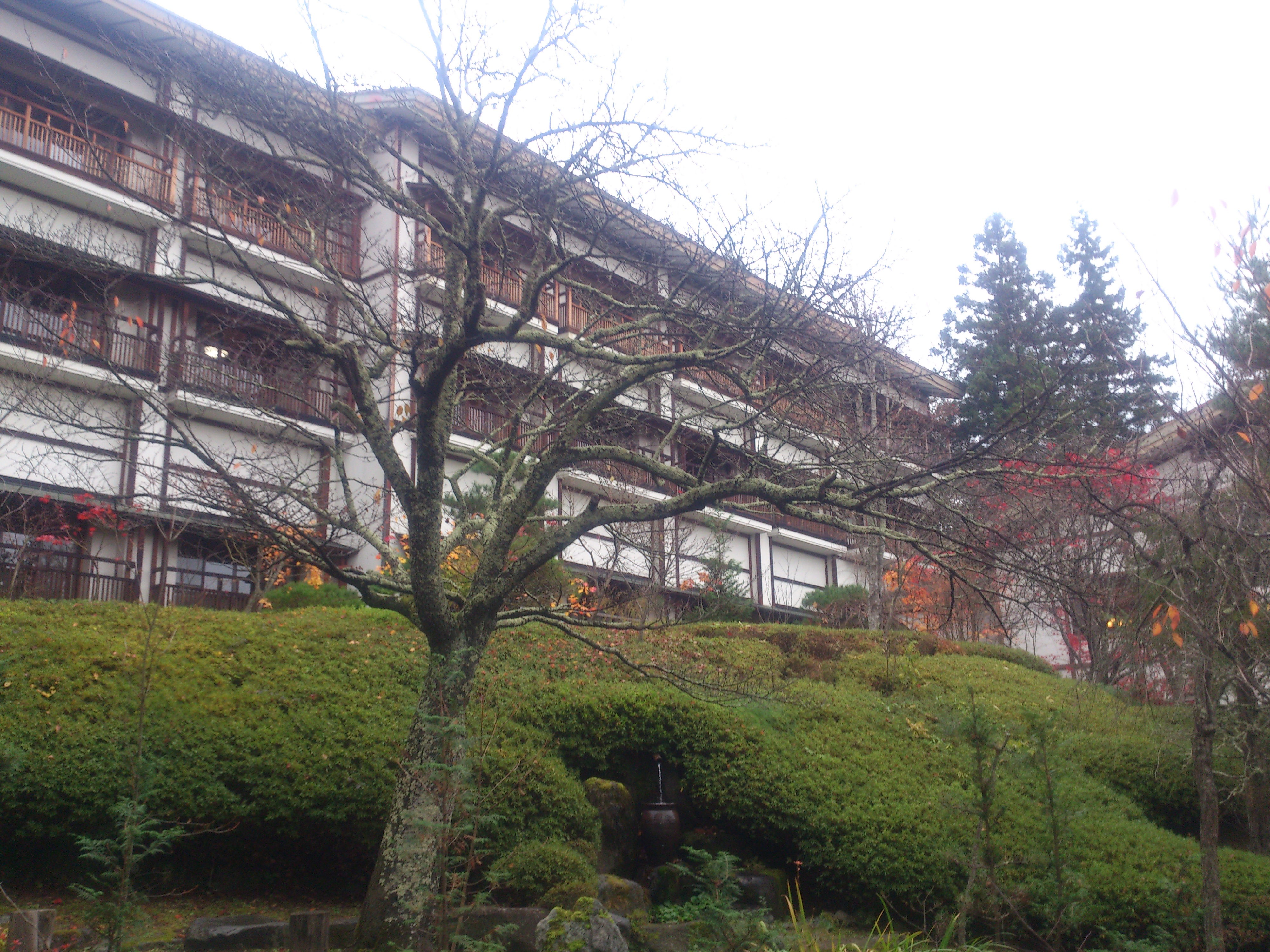
本館

  - 温泉付A（12.5帖和室+9.5帖和室+温泉内湯） - 2室
  - 温泉付B（10帖和室+6帖和室+4帖和室+温泉内湯） - 1室
  - 離れ（10帖和室+ワードローブ） - 4室
- 浴場
  - 露天風呂（男女別）
  - 大浴場（男女別）
  - 貸切露天風呂「福寿の湯」
  - 貸切露天風呂「仙華の湯」
- 温水プール
- レストラン「鹿鳴」
- 席亭「竹葉」「青松」「釣月」「雲間」「洞天」「聴泉」
- 広間「白雲」
- 談話室
- 売店

## 仙壽閣コレクション
戦前から多くの文化人が集った宿らしく、ロビーをはじめ館内にはいたるところに様々な書画が飾られている。
以下にWikipediaにおいて項目化されている作者のみ挙げる（五十音順）。
- 愛新覚羅溥傑 - 『僊泉壽世』
- 池上秀畝 - 『秋草弧鹿図』
- 堅山南風 - 『双鯉図』
- 川合玉堂 - 『冨獄図』
- 菊池契月 - 『大楠公図』
- 木村武山 - 『秋風図』
- 小堀鞆音 - 『時致到大磯図』
- 乃木希典 - 『寛猛』
- 福沢諭吉 - 『千客万来』
- 松林桂月 - 『秋声賦意図』
- 武者小路実篤 - 『静坐観群妙』
- 棟方志功 - 『上林温泉』
- 梁川星巌 - 『晴耕雨読軒』
- 結城素明 - 『風暖図』
- 吉田初三郎 - 『長野電鉄』
- 渡辺武夫 - 『暖をとる婦人像』

## アクセス
- 長野電鉄湯田中駅から、長電バス 上林線他で15分。「上林温泉」下車
- JR長野駅東口から、長電バス 急行志賀高原線で40分。「上林温泉口」下車
- 上信越自動車道 信州中野ICから車で20分

## 周辺の観光地

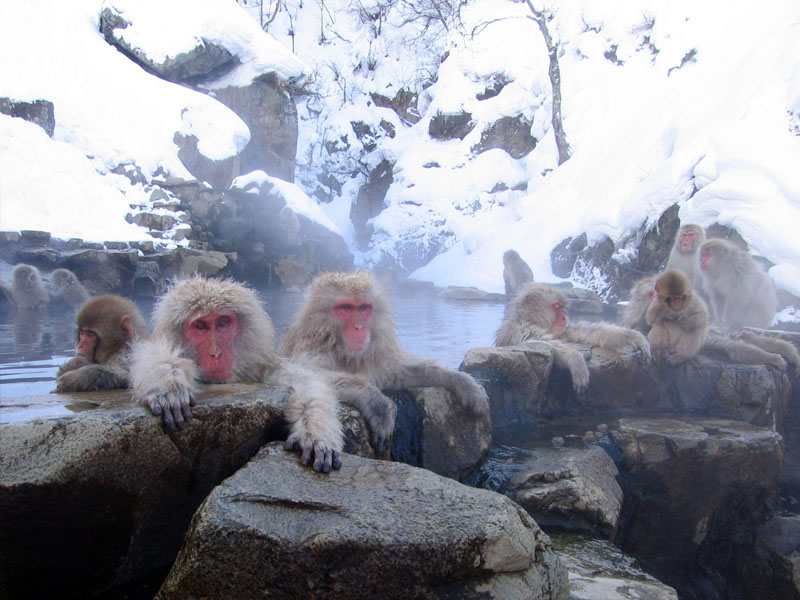
地獄谷野猿公苑
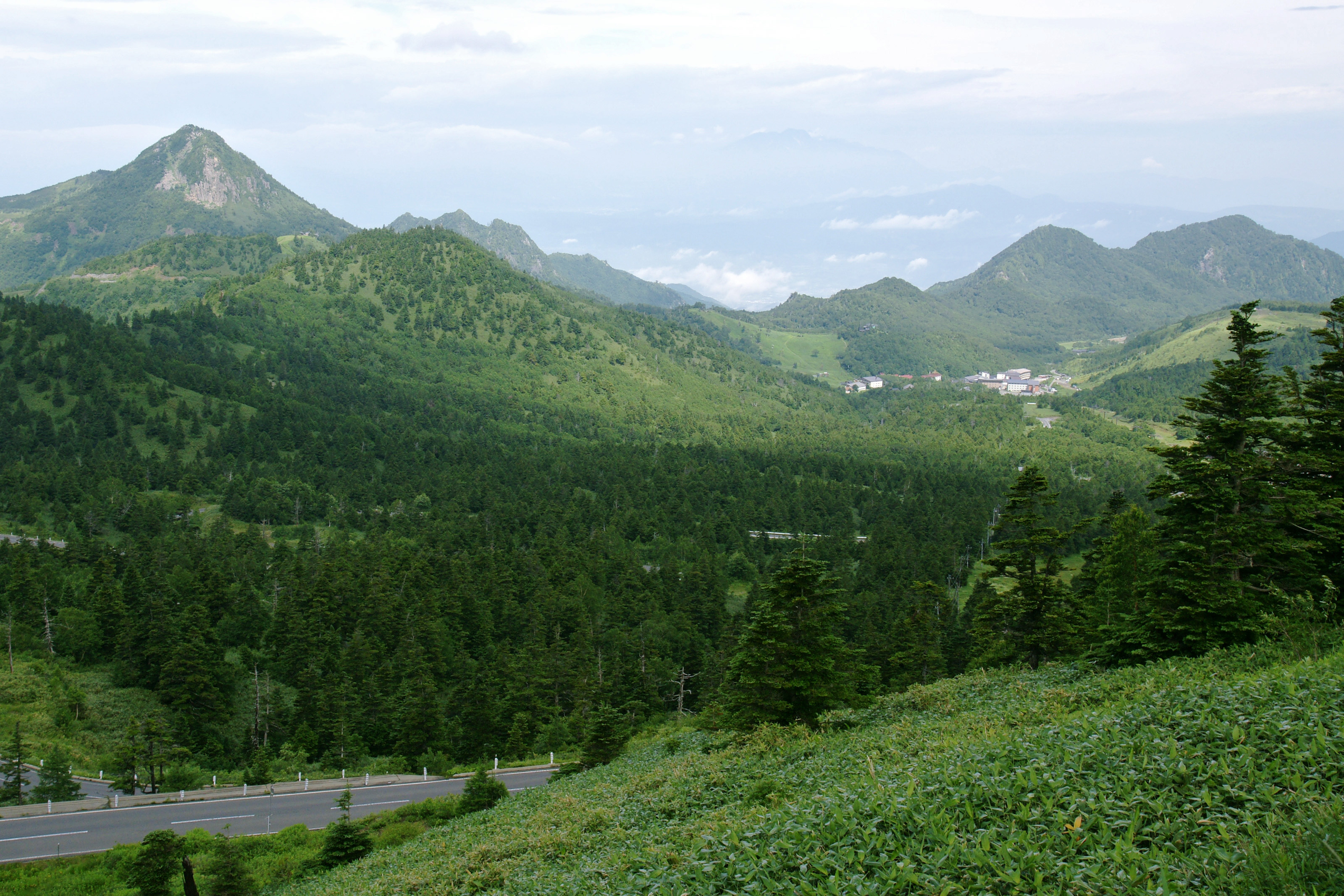
志賀高原
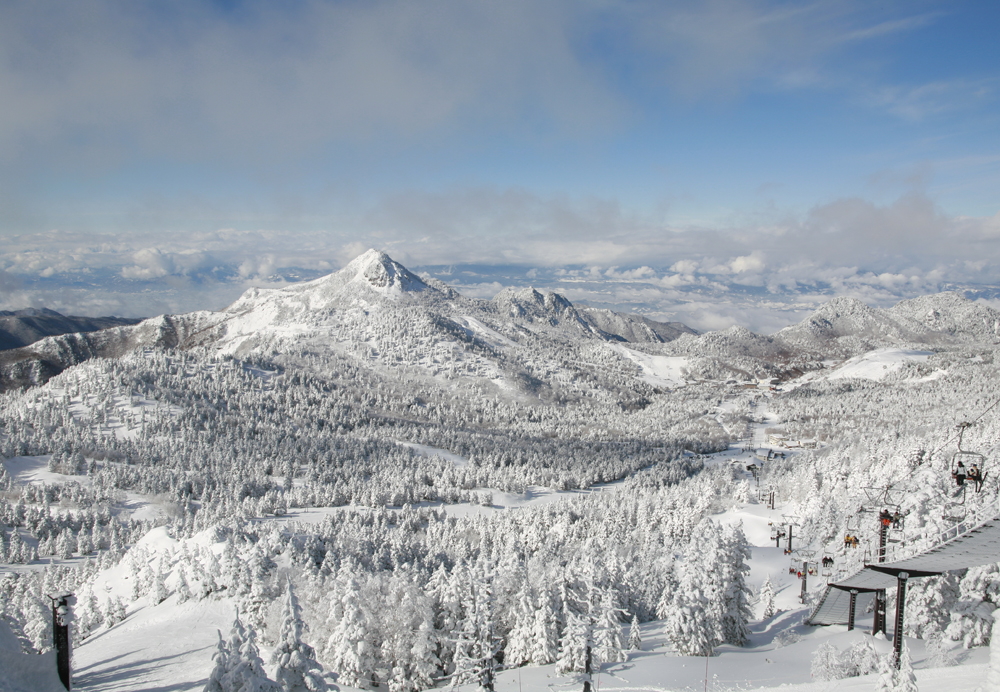
奥志賀高原
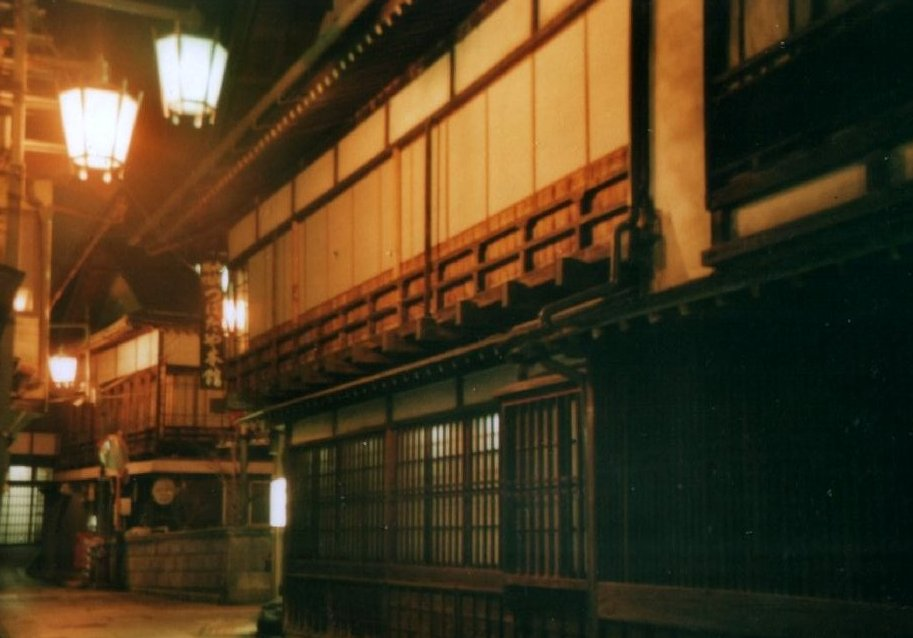
湯田中渋温泉郷
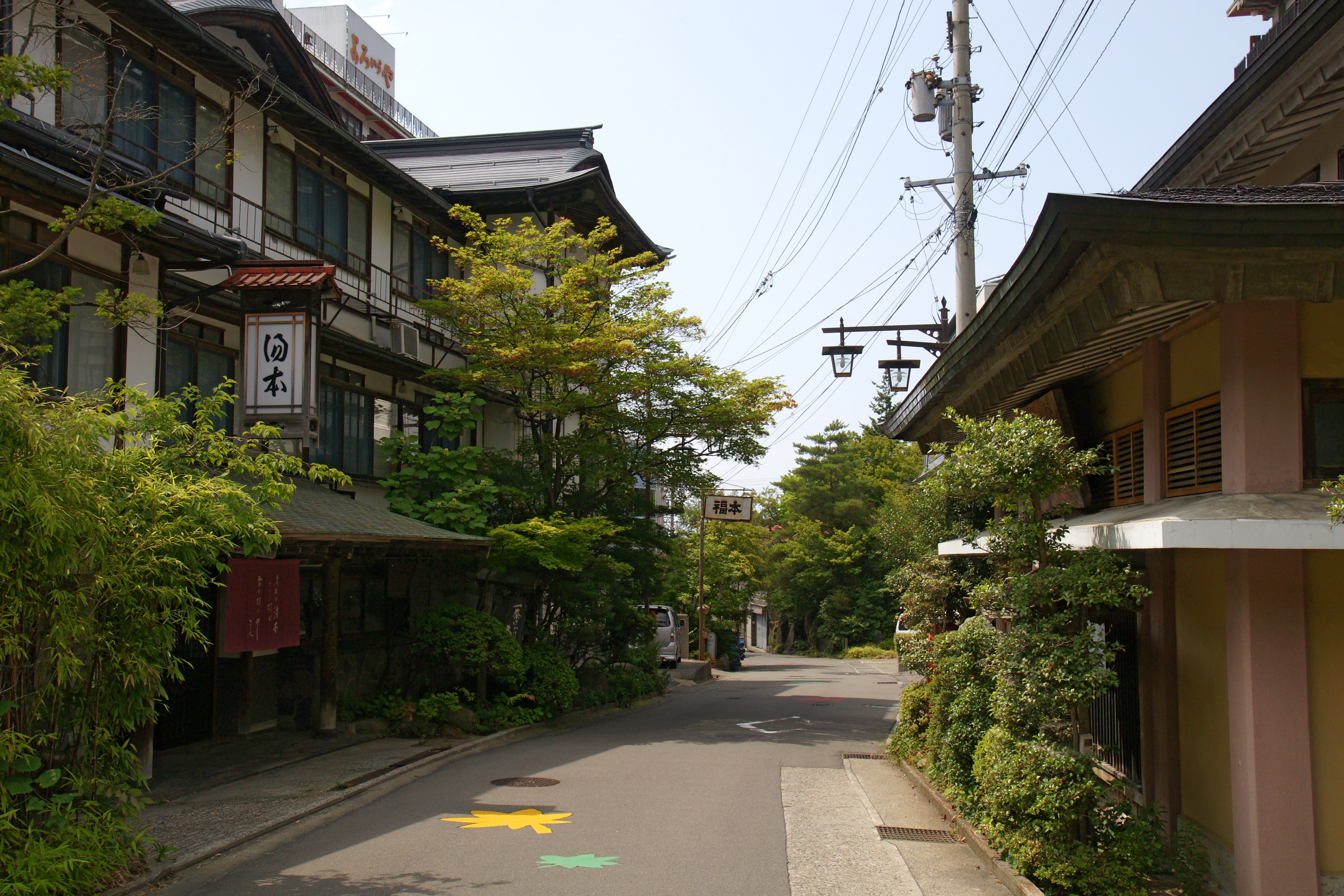
北志賀高原

- 地獄谷野猿公苑
- 夏の志賀高原
- 冬の志賀高原
- 渋温泉
- 湯田中温泉

## かつての運営企業
株式会社長電パークリゾート（ながでんパークリゾート）は、長野県下高井郡山ノ内町に本社を置いていた、上林ホテル仙壽閣の旧運営企業。ながでんグループの傘下企業で、長野電鉄の完全子会社であった。
長野電鉄ホテルチェーンのうち志賀高原地区3館の運営を担う会社として設立されたが、うち1館はグループ外に売却され、1館は閉館となった。そして唯一残った事業である上林ホテル仙壽閣の運営も、2017年（平成29年）のながでんグループ再編に伴い、当社と長野電鉄株式会社の共同新設分割により設立された株式会社長電ホテルズに移管した上で解散した。

### 沿革
- 2004年（平成16年）9月 - 株式会社長電パークリゾート設立。上林ホテル仙壽閣の運営を株式会社上林ホテル仙壽閣から、丸池観光ホテル・奥志賀高原ホテルの運営を長野電鉄株式会社からそれぞれ承継する
- 2005年（平成17年）2月1日 - (株)上林ホテル仙壽閣が長野電鉄(株)に吸収合併される
- 2007年（平成19年）7月 - 奥志賀高原ホテルを、ユニファイド・パートナーズ株式会社の子会社に譲渡
- 2008年（平成20年）3月11日 - 丸池観光ホテルの運営を、株式会社丸池観光ホテルに移管する。同ホテルは、その後2010年（平成22年）5月31日に閉館
- 2017年（平成29年）
  - 7月3日 - 長野電鉄(株)との共同新設分割により、株式会社長電ホテルズを設立し、上林ホテル仙壽閣の運営を同社に移管
  - 10月10日 - (株)長電パークリゾート、解散